# Championnat d'Italie féminin de football 2023-2024
Navigation
Édition précédente Édition suivante
Le Championnat d'Italie féminin de football 2023-2024 ou en italien Serie A Femminile 2023-2024 est la cinquante-septième saison du championnat. L'AS Rome, remet son titre en jeu.
En fin de saison l'AS Rome gagne son deuxième titre de champion et remporte également la Coupe d'Italie féminine. 

## Compétition
En cas d'égalité de points pour la première place, la Ligue des champions ou pour la relégation, un match d'appui est disputé.

### Première partie de la saison
| Rang | Équipe             | Pts | J  | G  | N  | P  | Bp | Bc | Diff |
| ---- | ------------------ | --- | -- | -- | -- | -- | -- | -- | ---- |
| 1    | AS Rome T C        | 51  | 18 | 17 | 0  | 1  | 51 | 11 | +40  |
| 2    | Juventus           | 43  | 18 | 14 | 1  | 3  | 47 | 16 | +31  |
| 3    | ACF Fiorentina     | 39  | 18 | 18 | 12 | 3  | 36 | 19 | +17  |
| 4    | US Sassuolo        | 26  | 18 | 18 | 8  | 2  | 20 | 20 | 0    |
| 5    | Inter Milan        | 26  | 18 | 8  | 2  | 8  | 28 | 29 | -1   |
| 6    | AC Milan           | 21  | 18 | 5  | 6  | 7  | 22 | 22 | 0    |
| 7    | FC Côme            | 21  | 18 | 6  | 3  | 9  | 20 | 33 | -13  |
| 8    | UC Sampdoria       | 18  | 18 | 5  | 3  | 10 | 12 | 29 | -17  |
| 9    | Napoli Femminile P | 6   | 18 | 1  | 3  | 14 | 11 | 36 | -25  |
| 10   | ASDC Pomigliano    | 6   | 18 | 1  | 3  | 14 | 14 | 46 | -32  |

| Légende : Qualifications et relégations | Légende : Qualifications et relégations                                    |
| --------------------------------------- | -------------------------------------------------------------------------- |
|                                         | Qualification pour la poule pour le titre                                  |
|                                         | Qualification pour la poule de maintien                                    |
|                                         | T : Tenant du titre P : Promu C : Vainqueur de la Coupe d'Italie 2023-2024 |

### Poule pour le titre
| Rang | Équipe         | Pts | J  | G  | N | P  | Bp | Bc | Diff |
| ---- | -------------- | --- | -- | -- | - | -- | -- | -- | ---- |
| 1    | AS Rome T C    | 70  | 26 | 23 | 1 | 2  | 74 | 24 | +50  |
| 2    | Juventus       | 59  | 26 | 19 | 2 | 5  | 65 | 27 | +38  |
| 3    | ACF Fiorentina | 42  | 26 | 12 | 6 | 8  | 42 | 40 | +2   |
| 4    | US Sassuolo    | 36  | 26 | 11 | 3 | 12 | 39 | 41 | -2   |
| 5    | Inter Milan    | 34  | 26 | 10 | 4 | 12 | 45 | 46 | -1   |

| Légende : Qualifications et relégations | Légende : Qualifications et relégations                                                                     |
| --------------------------------------- | --- |
|                                         | Qualification pour le deuxième tour de qualification de la Ligue des champions féminine de l'UEFA 2024-2025 |
|                                         | Qualification pour le premier tour de qualification de la Ligue des champions féminine de l'UEFA 2024-2025  |
|                                         | T : Tenant du titre P : Promu C : Vainqueur de la Coupe d'Italie 2023-2024                                  |

### Poule de maintien
| Rang | Équipe             | Pts | J  | G  | N | P  | Bp | Bc | Diff |
| ---- | ------------------ | --- | -- | -- | - | -- | -- | -- | ---- |
| 1    | AC Milan           | 41  | 26 | 11 | 8 | 7  | 43 | 30 | +13  |
| 2    | FC Côme            | 32  | 26 | 9  | 5 | 12 | 30 | 43 | -13  |
| 3    | UC Sampdoria       | 28  | 26 | 8  | 4 | 14 | 25 | 42 | -17  |
| 4    | Napoli Femminile P | 13  | 26 | 2  | 7 | 17 | 20 | 48 | -28  |
| 5    | ASDC Pomigliano    | 12  | 26 | 2  | 6 | 18 | 23 | 65 | -42  |

| Légende : Qualifications et relégations | Légende : Qualifications et relégations                                    |
| --------------------------------------- | -------------------------------------------------------------------------- |
|                                         | Qualification pour le barrage de relégation                                |
|                                         | Relégué en division inférieure                                             |
|                                         | T : Tenant du titre P : Promu C : Vainqueur de la Coupe d'Italie 2023-2024 |

### Barrage de relégation
Le barrage aller a lieu le 22 mai 2024 à Narni et le barrage retour le 26 mai 2024 à Cercola.
| Équipe              | Aller | Total | Retour | Équipe                |
| ------------------- | ----- | ----- | ------ | --------------------- |
| Ternana Calcio (D2) | 1 - 2 | 1 - 2 | 0 - 0  | Napoli Femminile (D1) |

Légende des couleurs
- Le club se maintient en première division.
- Promotion en première division.
- Le club reste en deuxième division.
- Relégation en deuxième division.

## Bilan de la saison
| Championnat d'Italie féminin de football 2023-2024 |                 |
| Champion                                           | AS Rome         |
| Dauphin                                            | Juventus        |
| Coupes et trophées                                 |                 |
| Vainqueur de la Coupe d'Italie 2023-2024           | AS Rome         |
| Qualifications continentales                       |                 |
| Ligue des champions féminine de l'UEFA 2024-2025   | AS Rome         |
| Ligue des champions féminine de l'UEFA 2024-2025   | Juventus        |
| Ligue des champions féminine de l'UEFA 2024-2025   | ACF Fiorentina  |
| Promotions et relégations                          |                 |
| Promus en Serie A                                  | Lazio Women     |
| Relégués en Serie B                                | ASDC Pomigliano |